# 鐘馗寺
鐘馗寺（しょうきじ）は、愛媛県松山市にある寺院である。

## 本尊
- 鐘馗大神

唐の玄宗皇帝が熱病にかかったとき、夢に現われ病魔を救った守り神。一般的には鍾馗（かねへんに重）と表記されるが、当寺ではかねへんに童となっている。

## 由緒
宝亀3年（762年）、安養寺（現在の鐘馗寺）の前の古屋敷に夜な夜なお化けが出没するとの噂が立った。それを聞きつけた修行者が正体を見届けるべく屋敷で一夜を過ごした。すると、噂どおり怪しげな黒い影がスーッと壁に入っていった。その壁をよくよくみると鐘馗大神の御真影が貼られていた。そこで、その御真影を安養寺に移し、本尊として祀ることにした。
その後は不思議なことにお化けは出なくなり、この地方に流行していた熱病も消え去った。以来、鐘馗大神は厄病除け、子供の守護神として親しまれている。
また、昭和29年（1954年）に、松山市御幸1丁目の浄土宗菩堤山不退寺に檀家は合併され、鐘馗寺と改称し、法事も葬式もしない単立寺院となった。

## 年中行事
毎年7月11日、12日に鐘馗祭が行われる。松山三大夏祭りの一つともいわれ、当日は本堂の御真影が開帳される。また、夕方からは付近の道路が歩行者天国となり、たくさんの露店が出て、多くの人が集まる。

## その他
鐘馗祭では鎮守鐘馗大神と書かれた御神札、鐘馗大神の御真影、お守りが頒布されているが、特に御真影については近隣地区を中心に魔除けとして門や玄関の外側に張られている。

## アクセス
- 伊予鉄道市内電車環状線（城北線）高砂町停留場下車、徒歩3分。
- 伊予鉄道市内電車本町線本町五丁目停留場、および、本町六丁目停留場下車、徒歩5分。

## 周辺施設
- 松山市立清水小学校
- 松山市立勝山中学校
- 松山大学